# Serra Talhada Futebol Clube
Serra Talhada Futebol Clube é uma agremiação esportiva fundada a 25 de fevereiro de 2011, e pertencente à cidade de Serra Talhada, no estado de Pernambuco. Em 2015 disputou pela primeira vez na história o Campeonato Brasileiro da Série D, feito inédito para a cidade do interior Pernambucano.
Manda suas partidas no Estádio Nildo Pereira de Menezes, o "Pereirão", com capacidade para 3.000 torcedores.

## História
Passados alguns anos da desativação do Ferroviário e com o licenciamento do Serrano após brigas políticas, clubes que representavam a cidade no Campeonato Pernambucano, algumas pessoas dissidentes do Serrano, entre elas o vereador José Raimundo, decidiram se unir para criar um novo time que fizesse jus ao crescimento do futebol local. Assim, em 25 de fevereiro de 2011 acontecia, no Ginásio Poliesportivo, a solenidade de inauguração do Serra Talhada Futebol Clube, sendo adotado como mascote o cangaceiro Virgulino Ferreira da Silva, e as cores laranja e preto. 
Nesse mesmo ano, o Serra Talhada disputou a segunda divisão do estado, onde fez uma bela campanha, e tanto conseguiu o acesso à primeira divisão como levantou o troféu da segundona. Nessa campanha, o Serra tinha como destaque o centroavante Jessuí, mais conhecido como Chuteira-fone, que foi o artilheiro do campeonato. O título foi conquistado no dia 11 de setembro de 2011.
Participou da elite durante os anos de 2012 à 2017, fazendo a melhor campanha em 2015, terminando em 5º lugar e se classificando para a Série D de 2015, terminando a competição nacional com duas vitórias, dois empates e quatro derrotas, sendo eliminado na primeira fase. Ainda se classificou para a Série D de 2016, com um estadual razoável naquele ano, mas sua campanha na D foi decepcionante e não conseguiu conquistar nenhum ponto.
No ano de 2017, com problemas financeiros, o clube não consegue evitar o rebaixamento no estadual, e no segundo semestre, abre mão da vaga na Série D, se licenciando em seguida, não disputando competições profissionais desde então.

## Estatísticas
Campeonato Pernambucano Série A1 2012, 2013, 2014, 2015, 2016 e 2017
- Júnior Juazeiro - Atacante - Jogos: 21 - Gols: 8 = Campeonato Pernambucano Série A1 - 2015
- Fábio Paulista - Atacante - Jogos: 15 - Gols: 8 = Campeonato Pernambucano Série A1 - 2016

## Estádio
O Estádio Municipal Nildo Pereira de Menezes, ou Pereirão, como é mais conhecido, é localizado na cidade de Serra Talhada, no estado de Pernambuco. Nildo Pereira de Menezes é o nome de um ex-prefeito da cidade de Serra Talhada.
O estádio possui um setor coberto, com cadeiras, e no lado oposto, um lance de arquibancada descoberta. Sua capacidade atualmente é de cerca de 3 mil torcedores.

## Títulos
| Estaduais | Estaduais                          | Estaduais | Estaduais  |
|           | Competição                         | Títulos   | Temporadas |
| --------- | ---------------------------------- | --------- | ---------- |
|           | Campeonato Pernambucano - Série A2 | 1         | 2011       |

### Sub-15 (Infantil)
- Campeonato do Sertão: 2015

## Histórico Oficial de Competições
- Campeonato Pernambucano de Futebol: 2017
- Campeonato Pernambucano de Futebol: 2016
- Campeonato Pernambucano de Futebol: 2015
- Campeonato Pernambucano de Futebol: 2014
- Campeonato Pernambucano de Futebol: 2013
- Campeonato Pernambucano de Futebol: 2012
- Campeonato Pernambucano de Futebol da 2ª Divisão: 2011

## Estatísticas

### Participações
|  | Participações em 2020 |

| Competição | Competição              | Temporadas | Melhor campanha     | Estreia | Última | P | R |
| Pernambuco | Campeonato Pernambucano | 6          | 5º colocado (2015)  | 2012    | 2017   |   | 1 |
| Pernambuco | Série A2                | 1          | Campeão (2011)      | 2011    | 2011   | 1 | – |
| Brasil     | Série D                 | 2          | 26º colocado (2015) | 2015    | 2016   | – |   |

### Confrontos em competições nacionais e regionais
Atualizado em 27 de Maio de 2019
| Pos | Equipes             | J | V | E | D | GP | GC | SG |
| --- | ------------------- | - | - | - | - | -- | -- | -- |
| 1   | Colo Colo           | 2 | 1 | 0 | 1 | 3  | 2  | +1 |
| 2   | Campinense          | 2 | 1 | 0 | 1 | 1  | 1  | 0  |
| 3   | Globo               | 2 | 0 | 1 | 1 | 1  | 2  | -1 |
| 4   | Coruripe            | 2 | 0 | 1 | 1 | 2  | 5  | -3 |
| 5   | Itabaiana           | 2 | 0 | 0 | 2 | 1  | 4  | -3 |
| 6   | Potiguar de Mossoró | 2 | 0 | 0 | 2 | 0  | 5  | -5 |
| 7   | Atlético Cearense   | 2 | 0 | 0 | 2 | 0  | 5  | -5 |

## Desempenho em competições

### Campeonato Brasileiro - Série D
| Ano  | Posição |
| 2015 | 26º     |
| 2016 | 67º     |

### Campeonato Pernambucano - 1ª Divisão
| Ano  | Posição         |
| 2012 | 9º              |
| 2013 | 8º              |
| 2014 | 8º              |
| 2015 | 5º              |
| 2016 | 8º              |
| 2017 | 11º (Rebaixado) |

### Campeonato Pernambucano - 2ª Divisão
| Ano  | Posição |
| 2011 | Campeão |